# The Tradesmen
 (juin 2025).
The Tradesmen est un film documentaire américain réalisé par Ben Bartlett, sorti en 2011. Il explore la réalité du travail manuel et des métiers d’artisanat à travers le quotidien d’ouvriers et d’artisans à Baltimore.

## Synopsis
Le film suit ces travailleurs dans leurs activités quotidiennes et donne la parole à des experts tels que Mike Rowe et Mike Rose, qui analysent la perception sociale et la valeur du travail manuel dans la société contemporaine américaine.

## Fiche technique
- Titre original : The Tradesmen
- Réalisation : Ben Bartlett
- Genre : Documentaire
- Pays d’origine : États-Unis
- Date de sortie : 2011